# Bamba (Bourem)
Bamba es una comuna o municipio del círculo de Bourem de la región de Gao, en Malí. En abril de 2009 tenía una población censada de 28 616 habitantes.
Se encuentra ubicada en el centro-este del país, cerca de la frontera con las regiones de Tombuctú y Kidal.